# Vade (Vila Verde)
Vade (oficialmente: União das Freguesias do Vade) é uma freguesia portuguesa do município de Vila Verde, com 16,13 km² de área e 1453 habitantes (censo de 2021). A sua densidade populacional é 90,1 hab./km².

## História
Foi constituída em 2013, no âmbito de uma reforma administrativa nacional, pela agregação das antigas freguesias de Atães, Covas, Penascais, Valões e Codeceda.

## Demografia
A população registada nos censos foi:
| Ano  | 0-14 Anos | 15-24 Anos | 25-64 Anos | > 65 Anos |
| 2001 | 320       | 278        | 813        | 384       |
| 2011 | 208       | 193        | 828        | 448       |
| 2021 | 180       | 136        | 722        | 415       |

À data da junção das freguesias, a população registada no censo anterior (2011) foi:
| Freguesia atual              | Freguesia atual  | Freguesia atual | Freguesias antigas | Freguesias antigas | Freguesias antigas |
| Freguesia                    | População (2011) | Área (km²)      | Freguesia          | População(2011)    | Área (km²)         |
| ---------------------------- | ---------------- | --------------- | ------------------ | ------------------ | ------------------ |
| União das Freguesias do Vade | 1677             | 16,13           | Atães              | 659                | 2,98               |
| União das Freguesias do Vade | 1677             | 16,13           | Covas              | 396                | 3,49               |
| União das Freguesias do Vade | 1677             | 16,13           | Penascais          | 255                | 1,91               |
| União das Freguesias do Vade | 1677             | 16,13           | Valões             | 195                | 4,00               |
| União das Freguesias do Vade | 1677             | 16,13           | Codeceda           | 172                | 3,75               |